# Phytoecia bangi
Phytoecia bangi är en skalbaggsart som beskrevs av Maurice Pic 1897. Phytoecia bangi ingår i släktet Phytoecia och familjen långhorningar.
Artens utbredningsområde är Iran. Inga underarter finns listade i Catalogue of Life.